# Anna Maria Gesina Bosscha
Anna Maria Gesina Bosscha ( Deventer, Overijssel, 17 de junio de 1826 - Twello, 26 de diciembre de 1914 ) fue una escritora neerlandesa.

## Biografía
Era hija del profesor reformado holandés Petrus (Pieter) Bosscha (1789-1871) y de la menonita Elisabeth van de Schaft (1792-1879). Creció en una familia de seis hijos y vivió en Stroomarkt, Deventer. Su padre era profesor de literatura e historia en el Atheneum de Deventer. Hermana mayor de la escritora Henriette Frederica Bosscha, permaneció soltera y cuando murió su padre aún vivían en el hogar paterno. Fue después de la muerte de su madre cuando se mudó con su hermana, Henriette, a Twello.
Anna Maria Gesina Bosscha murió el 26 de diciembre de 1914 a la edad de 88 años en Twello, Países Bajos.

### Obras de referencia[4]
- En 1873 bajo el seudónimo de Anna Marie escribió la novela Een Kerstfairje (Un cuento de Navidad)[5]

- Redactó, como empleada, artículos en la revista femenina Onze Roeping (1870-1873) fundada por Betsy Perk.